# John Dupré
John Dupré (1952) es un filósofo de la ciencia y filósofo de la biología, actualmente profesor en la Universidad de Exeter. Se le adscribe a la denominada Escuela de Stanford de Filosofía de la Ciencia.